# 野球評論家
野球評論家（やきゅうひょうろんか）とは、野球を専門とする評論家。日本においては主にプロ野球選手のOBが自身の経験に基づいて、実技・監督采配面についての評論を行うことが多く、統計学やスポーツ科学・経営学など学問的な観点、または文化的な観点から評論するものは少ない（実技・采配面以外を専門とする評論家については、後述参照）。
なお、放送メディア（テレビ・ラジオ）において、解説を行うものについては野球解説者というが、野球評論家とは別に切り離した考えをする見方がある。
本項では、主に特定の印刷メディア（新聞・雑誌）やウェブニュースサイトで活動している人物について記述していく。特定新聞（主にスポーツ新聞）に所属する人物については、#新聞別所属評論家一覧を参照。特定の放送メディアで活動する人物については、他の該当項を参照。

## 実技・采配面を専門とする評論家
- 岡本伊三美（元サンケイスポーツ評論家）
- 広岡達朗（元スポーツニッポン、サンケイスポーツ評論家）
- 佐々木信也（元報知新聞評論家）
- 須藤豊（元夕刊フジ評論家）
- 米田哲也（元日刊スポーツ評論家）
- 長池徳士（元スポーツニッポン、サンケイスポーツ評論家）
- 村上雅則（元デイリースポーツ、日刊スポーツ評論家）
- 高橋直樹（元デイリースポーツ評論家）
- 山本浩二 (元日刊スポーツ評論家)
- 大矢明彦 (元サンケイスポーツ評論家)
- 佐藤道郎 (元スポーツ報知評論家)
- 鈴木啓示（元スポーツニッポン評論家）
- 谷沢健一 (元東京中日スポーツ、毎日新聞、サンケイスポーツ評論家)
- 江夏豊（元デイリースポーツ、東京中日スポーツ評論家）
- 川藤幸三（元サンケイスポーツ、デイリースポーツ評論家）
- 新井宏昌（元デイリースポーツ、スポーツニッポン評論家）
- 山下大輔 (元日刊スポーツ評論家)
- 落合博満（元日刊スポーツ評論家）
- 達川光男 (元スポーツ報知評論家)
- 工藤一彦 (元サンケイスポーツ、スポーツ報知評論家)
- 角盈男（元スポーツニッポン、サンケイスポーツ評論家）
- 石毛宏典（元スポーツニッポン評論家）
- 高橋慶彦（元スポーツニッポン、デイリースポーツ評論家）
- 工藤公康（元日刊スポーツ評論家）
- 清原和博（元日刊スポーツ評論家）
- 長谷川滋利（元スポーツニッポン評論家）
- 和田一浩（元日刊スポーツ評論家）

### 新聞別所属評論家一覧
※各評論家の()内は所属年度を示す。
※2025年現在

#### スポーツ報知
- 安藤統男(1985 - '86、'90 - )
- 福本豊(1992 - '97、2000 - )
- 堀内恒夫(1986 - '92、'99 - '03、'06 - )
- 掛布雅之(1989 - '15、'18 - ) ※2015年までは専属。2018年からは大阪版を中心に「ミスター・タイガース 掛布論」を随時執筆。2020年から正式に復帰。
- 高木豊(2014 - )
- 村田真一(2004 - '05、'19 - )
- 金村義明(2001 - )
- 宮本和知(2022 - )
- 清水隆行(2010、'17 - )
- 高橋尚成(2016 - )
- 高橋由伸(2019 - ) ※「由伸フルスイング」というタイトルでコラムを執筆している。
- 山村宏樹(2017 - ) ※主に東北版を中心に「一発解投」のコラムを随時担当している。

#### 日刊スポーツ
【東京】 
- 森祇晶(1995 - 2000、'03 - 。スポーツ報知で1975 - '77、'85。デイリースポーツで'80 - '81)
- 小谷正勝(2025 - 、)※客員評論家。
- 西本聖(1995 - 2002、'04 - '09、'16 - ）
- 篠塚和典(2004 - '05、'11 - )
- 渡辺久信(2002 - 2003、'25 - )※客員評論家。
- 緒方耕一(2011 - '17、'23 - )
- 佐々木主浩(2006 - )
- 宮本慎也(2014 - '17、'20 - )
- 里崎智也(2015 - )
- 谷繁元信(2017 - )
- 上原浩治(2020 - )
- 田村藤夫(2020 - )
- 平石洋介(2025 - )
- 福島良一 ※MLBコラムを担当。

【大阪・名古屋】
- 広瀬叔功(1993 - 。スポーツニッポンで1990)
- 権藤博(1990、2013 - 。スポーツ報知で2001 - '08。中日スポーツで1984 - '87、'94 - '96) ※随時日刊ゲンダイにて評論活動やコラムを掲載している。
- 一枝修平(1988 - '89、'92 - '96、'99 - )
- 山田久志(1989 - '93、'97 - '98、'04 - )
- 梨田昌孝(1989 - '92、'05 - '07、'12 - '15、'19 - )
- 真弓明信(1996 - '99、'05 - '08、'12 - )
- 大石大二郎(1998 - '02、'14 - )
- 中西清起(1997 - '03、'16 - )
- 緒方孝市(2020 - )
- 桧山進次郎(2014 - )
- 今岡真訪(2013 - '15、'22、'25 - )
- 鳥谷敬(2022 - )
- 岩田稔(2022 - )

【福岡】 
- 浜名千広(2006 - )

#### サンケイスポーツ
【東京】 
- 黒江透修(2020 - 。東京中日スポーツで1986 - '89、'97、'03 - '07、'09 - '19。日刊スポーツで1979 - '80)
- 若松勉(2006 - 。日刊スポーツで1990 - '92)
- 江本孟紀(1982 - )
- 小早川毅彦(2000 - '05、'10 - )
- 荒木大輔(2014 - '17、'22 - 。日刊スポーツで1997 - '98、'00 - '03)
- 大久保博元(2000 -'07、'16 - 22、'24 - )
- 野村弘樹(2006、'12 - )
- 真中満(2018 - )
- 井口資仁(2023 - )

【大阪】
- 土井正博(2009 - '10、'13 -16、'19 - )
- 黒田正宏(1992 - '98、'15 - )
- 上田二朗(2013 - )
- 田尾安志(2004、'11 - )
- 星野伸之(2003 - '05、'18 - )
- 藪恵壹(2023 - ) ※2025年1月まで夕刊フジも兼任。

#### スポーツニッポン
【東京】 
- 張本勲(1982 - )
- 田淵幸一(1985 - '89、'93 - '01、'04 - '10、'13 - )
- 有藤道世(1990 - )
- 東尾修(2002 - 。日刊スポーツで1989 - '94)
- 中畑清(1990 - '92、'95 - '11、'16 - )
- 森繁和(2012 - '13、'20 - )
- 辻発彦(2023 - 。日刊スポーツで2005 - '06)
- 牛島和彦(1994 - '04、'07 - )
- 伊東勤(2018、2022 - 。サンケイスポーツで2009 - '10)
- 槙原寛己(2002 - )
- 松坂大輔(2022 - )

【大阪】
- 大野豊(2000 - '09、'13 - )
- 広澤克実(2004 - '06、'09 - )
- 野村謙二郎(2006 - '09、'15 - )
- 佐々岡真司(2008 - '14、'23 - )
- 矢野耀大(2011 - '15、'23 - )
- 金本知憲(2013 - '15、'19 - ) ※デイリースポーツも兼任。
- 片岡篤史(2007 - '09、'13 - '15、'19 - '21 - '25 - )
- 亀山つとむ(2004 - )
- 赤星憲広(2010 - )
- 関本賢太郎(2016 - )
- 能見篤史(2023 - )
- T-岡田(2025 - )

【福岡】 
- 若菜嘉晴(2003 - )
- 杉本正(2015 - '16、'19 - )
- 岸川勝也(2017 - 。日刊スポーツで2001 - '02、'05 - '06)
- 松田宣浩(2024 - )

#### デイリースポーツ
- 安仁屋宗八(1998 - 2004、'06 - )　広島版を中心に評論を行っている。
- 藤田平(1985 - '94、'97 - )
- 関本四十四(1994 - 2003、'06 - )
- 岡義朗(2001、'12 - )
- 佐藤義則(2001、'08、'20 - )
- 中田良弘(1995 - )
- 西山秀二(2011 - 2021、'24 - )
- 金本知憲(2013 - '15、'19 - ) ※スポーツニッポンも兼任。
- 谷佳知(2016 - )
- 福原忍(2025 - )
- 井川慶(2023 - )
- 糸井嘉男(2023 - )
- 狩野恵輔(2018 - )

#### 東京中日スポーツ・中日スポーツ
- 井端弘和(2019 - )
- アキ猪瀬 ※MLBのコラムを担当。
- 小松辰雄(1998 - '17、'18途中 - )
- 川又米利(1998 - '01、'05 - '11、'14 - )
- 彦野利勝(1999 - '11、'14 - )
- 与田剛(2001 -'15、'23 - )
- 今中慎二(2002 - '11、'14 - )
- 川上憲伸(2016 - )
- 岩瀬仁紀(2019 - )
- 吉見一起(2021 - )
- 福留孝介(2023 - )
- 荒木雅博(2024 - )

※各氏共、東京中日スポーツと中日スポーツの評論家を兼務。

#### 中日新聞
- 山本昌(2016 - )
- 山崎武司
- 鈴木孝政(中日スポーツでは1990 - '94，'98 - '03、'05 - '11)
- 鹿島忠(中日スポーツでは1997 - 2000、'04)

#### 中国新聞
- 山崎隆造(2012 - )

#### 西日本スポーツ（ウェブ）
- 藤原満(1998 - 。日刊スポーツで1991 - '92)
- 池田親興(2004 - )
- 秋山幸二(2003 - 2004、'15 - )
- 西村龍次(2008 - )
- 柴原洋(2012 - )

#### 道新スポーツ（ウェブ）
- 岩本勉
- 鶴岡慎也(2022 - )

#### 東京スポーツ
- 大下剛史(2009 - )
- 伊勢孝夫(2010 - '10途中、2016 - )
- 得津高宏(2014 - )
- 伊原春樹(2012 - '13、'15- 、日刊スポーツで2005 - '06)
- 遠藤一彦(2015 - )
- 宇野勝(2014 - 。日刊スポーツで2009 - '11、デイリースポーツで1995 - 2003)
- 前田幸長(2011 - )
- 大友進(2006 - )
- 加藤伸一(2017 - )
- 門倉健(2023 - )

#### 日刊ゲンダイ
- 山崎裕之(1985 -)
- 高橋善正(1999 - 2006、2012 - )

## 実技・采配面以外を専門とする評論家

### 経営
- 坂井保之

プロ野球経営評論家。元西武球団代表、ダイエー球団代表。1995年より、雑誌・テレビなどで活躍。プロ野球球団経営者から経営専門評論家に転じた日本では数少ないケース。

### 文化
- スージー鈴木

野球音楽評論家（野球文化評論家とも）。1998年の野球小僧創刊号を皮切りに本格的に野球音楽（応援歌など）を専門とする評論活動を行う。また、音楽以外の野球文化の評論も行う。
- 竹中半平（たけなか はんぺい）

本名：竹中雪（たけなか きよむ）。医師。1940年代頃 - 1950年代頃に野球評論家としても活躍。雑誌『ベースボールマガジン』などで背番号・球団旗のデザインに関するコラムなどを発表。1952年には、先述雑誌での同名連載をまとめた著書『背番号への愛着』（「竹中雪」名義）を発表した。
- 綱島理友

コラムニスト、プロ野球意匠学研究家。1999年より、週刊ベースボールで連載開始した球団ユニフォームの歴史コラム（連載は2004年まで続いた後、不定期掲載・短期集中連載を経て、2011年に再開）など、プロ野球を意匠面から捉えたコラムを執筆。